# أبجدية رونية
الحروف الهجائية الرونية (باللغة النوردية القديمة: رون rún) هي مجموعة من الحروف الأبجدية كانت تستخدم في كتابة مختلف اللغات الجرمانية قبل اعتماد الأبجدية اللاتينية، ثم بعد ذلك استخدمت لأغراض متخصصة. وتعرف في بعض المناطق الإسكندنافية باسم فوثارك futhark (أو fuþark وهي مستمدة من أول ستة أحرف من الأبجدية: ف F، و U، ث Þ، ا A، ر R، ك K)، كما تعرف في أحد التنويعات الأنجلو ساكسونية: فوثوروك futhorc (بسبب تغيرات أصوات الحروف التي مرت بها الإنجليزية القديمة). أما علم الرونولوجي Runology فهو دراسة الحروف الهجائية الرونية والمخطوطات والأحجار المنقوشة بهذه الأحرف وتاريخها. ويعد علم الرونولوجي فرعاً متخصصاً من علم اللغات الجرمانية.
وترجع أقدم النقوش الرونية إلى العام 150م. ولقد تم استبدال الأحرف الرونية بالأبجدية اللاتينية عندما اعتنقت الشعوب التي كانت تستخدم الرونية الديانة المسيحية حوالي 700م في وسط أوروبا، وحوالي 1100م في شمال أوروبا، ومع ذلك استمر استخدام الأحرف الرونية لأغراض متخصصة في أوروبا الشمالية. وظلت الرونية تستخدم في الريف السويدي لأغراض زخرفية في دالارنا وفي التقويم الروني حتى مطلع القرن العشرين.
وأشهر الأبجديات الرونية هي الفوثاركية القديمة elder Futhark (حوالي 150م حتي 800 م)، الفوثاركية الأنجلوساكسونية (400م- 1100م)، والفوثاركية الحديثة (800م-1100م). ثم بعد ذلك انقسمت الفوثاركية الحديثة إلى الرونية طويلة الفرع (وتسمى أيضاً الدانماركية، على الرغم أنهم كانوا يستخدمونها أيضاً في النرويج والسويد)، والرونية قصيرة الفرع -الرونية الحجرية Rök (وتسمى أيضاً السويدية النرويجية، على الرغم من أنهم كانوا يستخدمونها في الدانمارك)، والرونية الستيفيسيلية stavesyle أو الرونية الهالسنجية Hälsinge. ثم تطورت الفوثاركية الحديثة أكثر من ذلك فتحولت إلى الرونية الماركومانية Marcomannic، ورونية العصور الوسطى (1100 م إلى 1500م)، والرونية الديليكارليانية Dalecarlian (حوالي 1500 م حتي 1800 م).
وأصول الأبجدية الرونية غير معروفة، فبعض حروف الفوثاركية القديمة تشبه إلى حد ما بعض أحرف من الأبجدية اللاتينية، وبعض الأصول الأخرى قد تكون الأبجديات الإيطالية الشمالية القديمة من القرن الخامس إلى القرن الأول قبل الميلاد.

## التاريخ والاستخدام

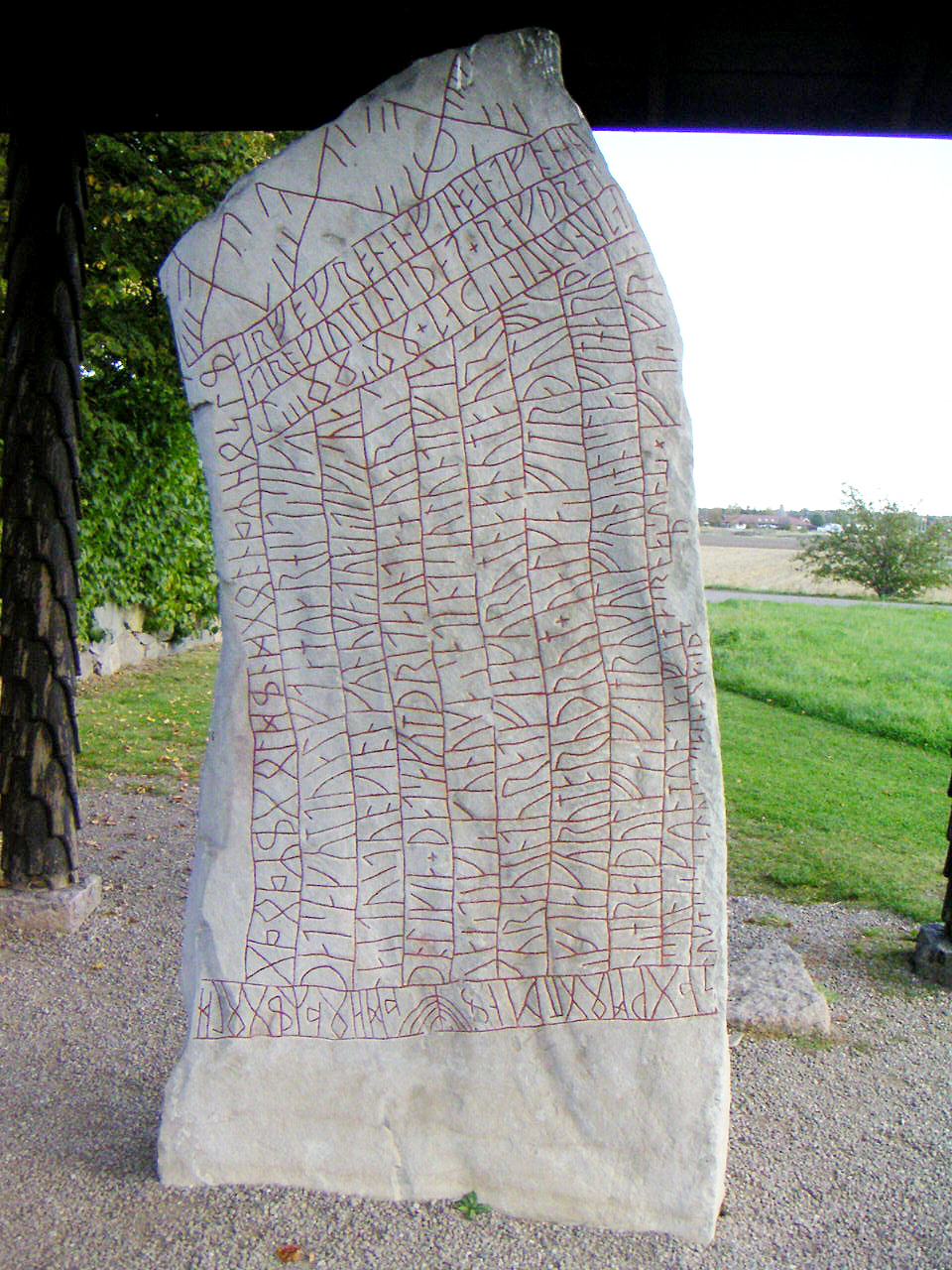
حجر نقش عليه بالرونية المشفرة، والفوثاركية القديمة، والفوثاركية الحديثة، القرن التاسع الميلادي، السويد

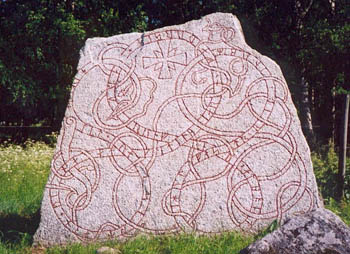
كتابة فوثاركية حديثة من القرن الثاني عشر ميلادية، حجر فاكسالا Vaksala Runestone، السويد

كانت الرونية متداولة بين الشعوب الجرمانية من القرن الأول إلى القرن الثاني ميلادية. وقد تزامنت هذه الفترة لغوياً مع المرحلة المتأخرة من اللغة الجرمانية، وذلك مع استمرار سلسلة من اللهجات التي انقسمت في القرون التي تلت إلى الأفرع الثلاثة: الجرمانية الشمالية، الجرمانية الغربية، والجرمانية الشرقية.
وفي النقوش والمخطوطات الرونية التي ظلت على قيد الحياة لم يكن هناك تمييزاً بين أحرف العلة الطويلة والقصيرة، على الرغم من أن هذا التمييز كان موجوداً بالتأكيد في اللغة المنطوقة في ذلك الوقت.
وتأتي تسمية الرونية من بعض الأحجار الرونية الألامينية التي أشارت إلى اسم الأحرف باسم رونا Runa وذلك في القرن السادس الميلادي، أو ربما من اسم رونو Runo وذلك من حجر إينانج Einang stone من القرن الرابع الميلادي. والتسمية تأتي من جذر الكلمة القوطية رون Run وتعني سر أو همس. ويمكننا أن نجد نفس الكلمة في اللغات البلطيقية وتعني خطاب. وفي اللغة الليتوانية رونوتي Runoti لها معنيان: يقطع (بسكين) أو يتكلم.

### الأصول
تطورت الرونية بعد الأبجديات الإيطالية القديمة التي اشتقت منها وذلك بعدة قرون.
والجدل حول تطور الكتابة الرونية يدور حول أية حروف إيطالية يمكننا أن نعتبرها أصل الرونية، وأية حروف- إن وجد- تم إضافتها للأبجدية الإيطالية القديمة. والسياق التاريخي لأصل الكتابة الرونية هو التواصل الثقافي بين الشعوب الجرمانية، الذين عملوا في كثير من الأحيان كمرتزقة في الجيش الروماني وشبه الجزيرة الإيطالية خلال فترة الإمبراطورية الرومانية (من القرن الأول ميلادية إلى القرن الخامس ميلادية).
وقد اكتمل تشكيل الفوثاركية القديمة في أوائل القرن الخامس ميلادية إذا اعتبرنا أن حجر كيلفر Kylver هو أول دليل على الكتابة المنتظمة بالفوثاركية القديمة، وكذلك أول ظهور للحرف p.
وغالباً ما تترشح الأبجدية الرايتية البولسانية كأصل للرونية،
على أن العلماء الإسكندنافيين يميلون أن أصل الرونية هو الأبجدية اللاتينية. وهناك ميل آخر أن جذور الرونية جاء من شمال الإتروسكان يدعمه النقوش التي وجدت على خوذة نيجاو Negau والتي يرجع تاريخها إلى القرن الثاني قبل الميلاد. ورغم أنها كتبت بأبجدية شمال الإتروسكان إلا أنها تكتب الاسم الجرماني هاريجاست Harigast.
والحروف الرونية ذات الزوايا الحادة كانت قاسماً مشتركاً في الأبجديات المعاصرة للرونية، وربما كان ذلك لطبيعة نقشها على الحجر أو الخشب. وثمة ما يميز الأبجدية الرونية وهو غياب الخطوط الأفقية رغم أن ذلك كان سمة مشتركة أيضاً بين الأبجديات الأخرى، مثل أولى أشكال الأبجدية اللاتينية التي استخدمت في النقش على كئوس ديونوس Duenos.
وتعتبر «الفرضية الجرمانية الغربية» المأخوذة من مقدمة عن القبائل الجرمانية الغربية بأن أولى النقوش الرونية حوالي 200 م التي وجدت في مستنقعات ومقابر حول يولاند (وتسمى نقوش فيمبوس) وتعرض نهايات كلمات يترجمها العلماء الإسكندنافيون على أنها اللغة النوردية المبدأية، لم تفك طلاسمها بعد، وقد ظلت طويلاً موضع جدل.
والكلمات الرونية فاجنيا wagnija، ونيثيا niþijo، وهاريا harija من المفترض أنها تجسد أسماء قبائل، والتي قد تكون قبائل فانجيونس Vangiones، ونيدينيس Nidensis، وهاري Harii، التي استوطنت منطقة راينلاند. وحيث أن الأسماء التي تنتهي ب io تعكس الصرف[ ؟ ] الجرماني الذي يقابل النهاية اللاتينية ius، واللاحقة inius يقابلها في الجرمانية inio، فإن التساؤل حول اللاحقة ijo في الخطاب الذكوري في اللغة النوردية المبدأية يمكن حله عن طريق افتراض تأثيرات رومانية (أي من منطقة راينلاند)، بينما «اللاحقة الغريبة a مثلما في الكلمة laguþewa يمكن فهمها عن طريق قبول حقيقة أن الاسم قد يكون في الواقع جرماني غربي». على أية حال، ينبغي أن يوضع في الاعتبار أن في فترة الرونية المبكرة كانت الاختلافات بين اللغات الجرمانية قليلة. وهناك نظرية أخرى تفترض وجود وحدة جرمانية شمالية غربية سبقت ظهور النوردية المبدأية حوالي القرن الخامس تقريباً. بينما قدم ماكاييف È. A. Makaev اقتراحاً بديلاً يقول باستحالة تصنيف أقدم النقوش على أنها جرمانية شمالية أو غربية، وقد افترض ماكاييف وجود لغة «كوينية رونية خاصة»، وهي لغة جرمانية أدبية مبكرة كان يستخدمها كل المجتمع اللغوي الجرماني المشترك بعد انفصال الأبجدية القوطية (القرون الثاني وحتى الخامس ميلادية)، بينما كانت اللهجات المحلية أكثر تنوعاً.

### النقوش الأولى

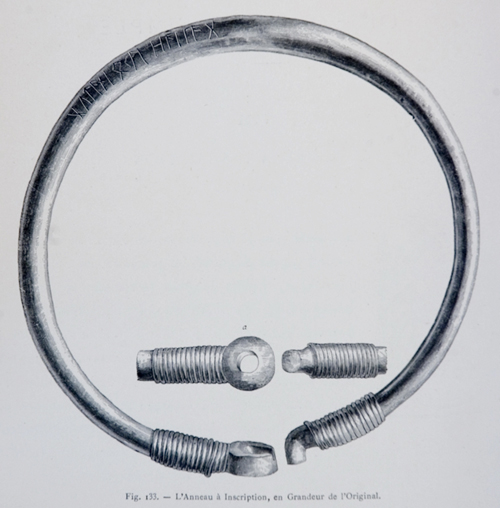
رسم توضيحي لحلقة بيتروسا، حوالي 250م:400م، الرسام هنري ترينك، 1975م

يشار إلى نقوش الأربعمائة سنة في الفترة من 150م وحتى 550م بأنها «نقوش الفترة 1»، والتي كتبت بالفوثاركية القديمة، لكن مجموعة أشكال الحروف المستخدمة كانت أبعد ما يكون عن الصورة النهائية للأبجدية الرونية، فقد مرت الحروف أمثال j، s، ŋ بتعديلات كبيرة، بينما ظلت حروف أخرى غير موثقة مثل p، ï وذلك في المرحلة التي سبقت أول صف حروف من الفوثاركية القديمة التي وجدت على حجر كيلفر (400م).
وقد تقدمت نظريات عن وجود قوطية رونية، حتى أنها عرَّفتها على أنها الأبجدية الأصلية التي اشتقت منها الفوثاركية
لكن هذه النظريات لا يدعمها الآثار الموجودة (خصوصاً رأس حربة كوفل Kovel، بنقوشها التي تكتب من اليمين إلى اليسار، وحرف التيواز tiwaz الذي على هيئة حرف التي T، والشكل المستطيل للحرف داجاز dagaz. وإذا كان هناك في أي وقت مضى رونية قوطية حقاً فقد استعيض عنها سريعاً بالأبجدية القوطية، فحروف الأبجدية القوطية حسب مخطوطة ألكوين Alcuin (القرن التاسع ميلادية) مرتبطة أسماؤها بشكل مباشر بأسماء الفوثاركية، ومن الواضح أن الأسماء قوطية لكن من المستحيل القول ما إذا كانت قديمة، أو حتى أقدم من الأحرف نفسها، فقد وجدت بعض النقوش الفوثاركية القديمة التي عثر عليها في مقاطعة قوطية مثل نقوش حلقة بيتروسا Ring of Pietroassa (القرن الثالث إلى القرن الخامس ميلادية).

### السحر والتنبؤ

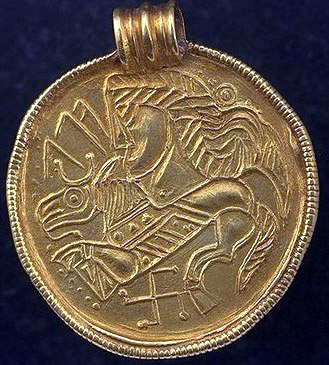
قطعة معدنية رفيعة (براكتيات)، حوالي 400م، لا يوجد بها أي نقوش رونية لكن تظهر بها الكلمة السحرية ألو، مع رسم لصورة رأس رجل، وحصان، مع صليب معقوف، وهي مفردات شائعة للبراكتيات Bracteates

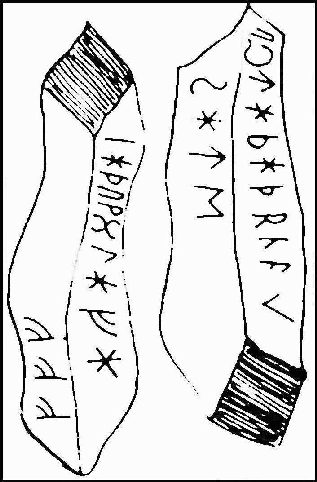
رسم توضيحي للحجر الروني جومارب، 500م إلى 700م، بليكينج، السويد

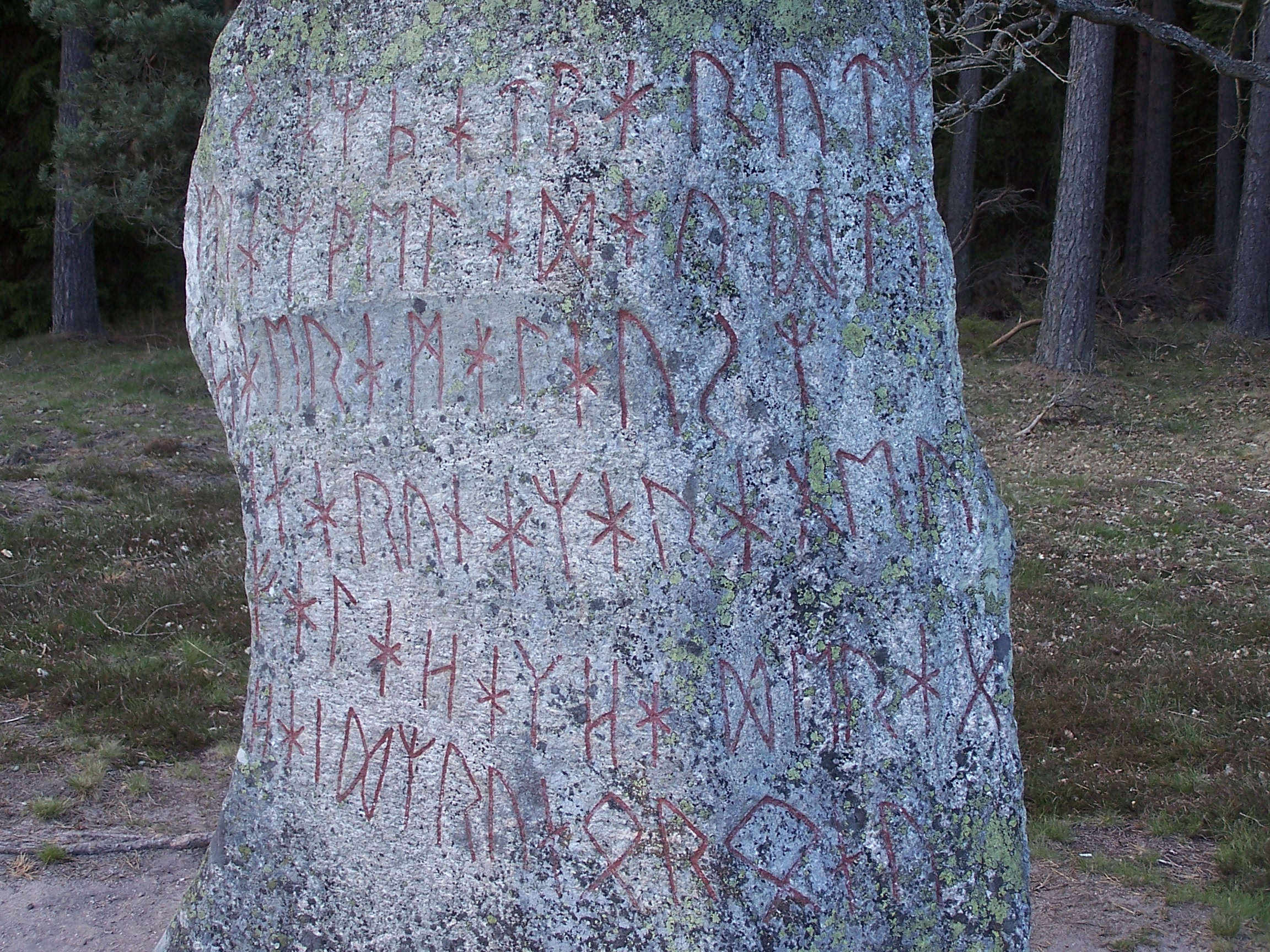
صورة مقربة من نقش روني من القرن السادس أو السابع الميلادي، الحجر الروني بجوركيتورب، بليكينج، السويد

في قصيدة هافامال Hávamál، بيت 157 يعزى إلى الرونية قوة جلب الحياة للميت، ففي هذا البيت الشعري يتلو أودن تعويذة نصها:-
| إني أعرف التعويذة الثانية عشرة، إذا رأيت من فوق شجرة، رجلاً يتدلى من حبل المشنقة، فإني أنحت حروفاً رونية تجعل الرجل يمشي، ويتحدث إلى. | Þat kann ek it tolfta, ef ek sé á tré uppi váfa virgilná,: svá ek ríst ok í rúnum fák, at sá gengr gumi ok mælir við mik. |

وأقدم النقوش الرونية التي وجدت على قطع أثرية تطلق اسم روني إما على حِرَفي أو مالك، أو أحياناً تبقى لغزاً لغوياً، ونتيجة لهذا فمن الممكن أن الرونية المبكرة لم تكن تستخدم كثيراً كنظام كتابة بسيط بل كانت تستخدم كعلامات سحرية تستخدم في أعمال السحر. ورغم أن البعض يقول أن الرونية استخدمت للعرافة والسحر إلا أنه لا يوجد دليلاً مباشراً يشير إلى ذلك. واسم «رون» نفسه (المأخوذ على أنه يعني «سر أو شيء مخفي») يشير إلى أن المعرفة بالأبجدية الرونية كانت تعتبر في الأصل قصراً على فئة معينة، أو خاصة بالنخبة فقط. والحجر الروني بيوركيتورب Björketorp من القرن 6 ميلادية يوجه تحذيراته مستخدماً كلمة الرونية بهذا المعنى:
Haidzruno runu, falahak haidera, ginnarunaz. Arageu haeramalausz uti az. Weladaude, sa'z þat barutz. Uþarba spa.
«أنا، سيد الرونية أخفي هنا رونية القوة. قد أُبتُلِي بالإيذاء على الدوام، وحُكِم عليه بالموت غدراً من كسر هذا النصب التذكاري. أنا أتنبأ بالدمار / نبوءة الدمار.»
ونفس التعويذة واستخدام كلمة «رونية» وجد منقوشاً أيضاً على الحجر الروني ستينتوفتين Stentoften. وهناك أيضاً بعض النقوش تشير إلى اعتقاد القرون الوسطى في الأهمية السحرية للرونية، مثل نقوش نعش فرانكس (700م).
والكلمات السحرية مثل أوجا auja، لوكار laukaR، والكلمة الأكثر شيوعاً آلو alu تظهر في عدد من النقوش الفوثاركية القديمة في فترة عصر الهجرات إلى جانب بعض التنويعات والاختصارات لهذه الكلمات. وقد تم تقديم الكثير من التكهنات والدراسات حول المعانى المحتملة لهذه النقوش.
وهناك بعض الكلمات ذات القافية الواحدة التي وجدت على بعض البراكتيات الأولى bracteates والتي قد تكون أيضاً مستخدمة لأغراض سحرية مثل «سالو سالو salusalu» و«لوا توا luwatuwa». الأكثر من ذلك الحجر الروني جومارب Gummarp (القرن الخامس إلى القرن السابع ميلادية) يعطي نقشاً مشفراً يصف استخدام ثلاث حروفاً رونية يليها حرف f الروني الفوثاركي القديم مكتوباً ثلاث مرات متتالية.
ومع ذلك فقد ثبت أنه من الصعب العثور على آثار لا لبس فيها للعرافة الرونية على الرغم من أن الأدب النوردي مليء بإشارات إلى الرونية، لكنه لا يحتوي على تعليمات محددة عن التنجيم أو السحر، وهناك ما لا يقل عن ثلاثة مصادر عن عرافة ذات أوصاف غامضة إلى حد ما قد تشير أو لا تشير إلى الرونية وهي: كتاب تاسيتس «جرمانيا Germania» (القرن 1ميلادية)، «ملحمة ينجيلينا Ynglinga saga» لسنوري سترلسون (القرن الثالث عشر الميلادي)، وملحمة ريمبرت «يحيا أنسجاري Vita Ansgari» (القرن التاسع ميلادية).
المصدر الأول كتاب تاسيتس «جرمانيا» يصف «علامات» مختارة في مجموعات من ثلاثة أحرف وقطع من شجرة جوز رغم أنه لا يبدو أن الأحرف الرونية قد استخدمت في ذلك الوقت الذي كتب فيه هذا الكتاب. والمصدر الثاني هو ملحمة «ينجيلينا» حيث ذهب جرانمار Granmar ملك سوديرمانلاند Södermanland إلى أوبسالا بحثاً عن قربان. وهناك سقطت «الرقائق» بطريقة أوحت أنه لن يعيش طويلاً {(Féll honum þá svo spánn sem hann mundi eigi lengi lifa)، هذه «الرقائق» على أية حال يمكن تفسيرها بسهولة أنها (رقاقة فداء)، والتي يعلِّمها وجود دماء عليها، ترج وتلقى مثل الزهر، وحينها يتقرر مغزاها السلبي أو الإيجابي.
المصدر الثالث «يحيا أنسجاري» حيث يوجد ثلاثة حسابات يعتقد البعض أنها استخدام للأحرف الرونية للعرافة، لكن ريمبرت يطلق عليها «سحب القرعة». أحد هذه الحسابات هو وصف الطريقة التي جلب بها الملك السويدي المنشق أنوند أوبسالي Anund Uppsale أول أسطول دانماركي إلى بريكا Birka، لكنه غير رأيه فيما بعد وطلب من الدانماركيين أن يسحبوا ورق القرعة. وفقا لهذه القصة كان سحب هذه «القرعة» مفيداً جداً، فقد أنبأتهم أن مهاجمة بريكا سيجلب سوء الحظ وأنه ينبغي مهاجمة مدينة سلافية بدلاً من ذلك.
ولم يمنع عدم وجود معرفة واسعة حول استخدام الرونية عبر التاريخ كُتَّأب العصر الحديث من استقراء كل أنظمة السحر من بعض الأشياء القليلة الموجودة، والتي اعتمدت بشكل مطلق على أسماء رونية أعيد بنائها ومن تأثيرات خارجية إضافية.
وتقترح دراسة حديثة أن السحر الروني تم استخدامه لعمل أشياء رونية سحرية مثل التمائم، لكن ليس بطريقة من شأنها أن تشير إلى أن الكتابة الرونية كانت سحرية بطبيعتها أكثر من نظم الكتابة الأخرى مثل اللاتينية أو اليونانية.

### استخدامها في العصور الوسطى

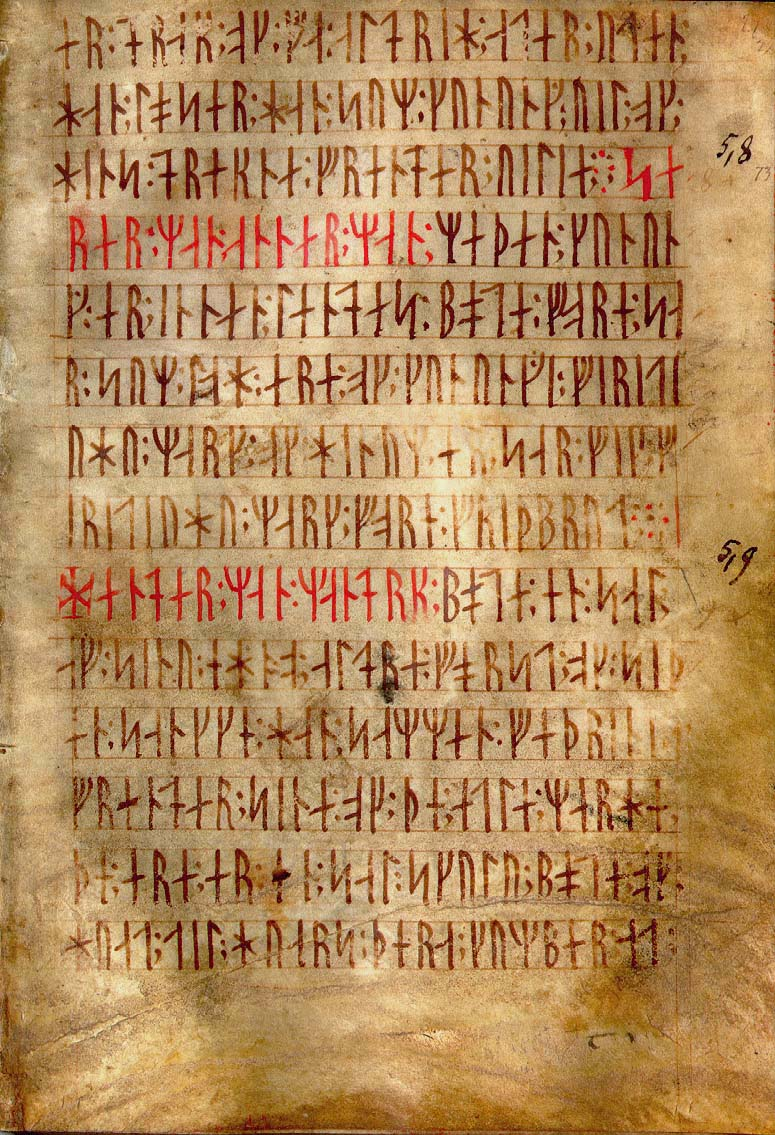
سفر رونيكوكس Codex Runicus، مخطوطة من القرن الرابع عشر تقريباً، تحوي واحد من أقدم وأفضل النصوص المحفوظة للقانون الإسكندنافي، تم كتابته بالكامل بالرونية

كما تطورت الجرمانية المبدأية إلى مجموعات من اللغات لاحقاً فإن الكلمات المخصصة للرونية والأصوات التي تمثل أحرفها بدأت تختلف إلى حد ما، وكل ثقافة إما أن تنشئ رونية جديدة، أو تعيد تسمية بعض الأحرف أو تعيد ترتيب بعض الأسماء أو حتى تتوقف عن استخدام أحرفاً عفا عليها الزمن تماماً، وكل ذلك كي تتماشى مع هذه التغييرات. وهكذا فإن الفوثاركية الأنجلو ساكسونية احتوت على عدة أحرف رونية خاصة بها كي تمثل حروف العلة ذات الصوتين Diphthong والتي تتفرد بها أو تسود اللهجة الأنجلوساكسونية.
ومع ذلك فإن ستمائة عاماً من التغييرات الصوتية التي حدثت في مجموعة اللغات الجرمانية الشمالية لم تفسر حقيقة أن الفوثاركية الحديثة كانت تحوي 16 حرفاً في حين أن الفوثاركية القديمة كانت تحوي 24 حرفاً.
وقد يبدو التطور هنا مذهلاً نوعاً ما حيث أن الشكل الأحدث للحروف الأبجدية جلب معه عدة أحرف رونية مختلفة في نفس الوقت الذي أدى فيه تطور اللغة إلى أن أصبح عدد الصوتيات المختلفة أكبر مما كان موجوداً في ذلك الوقت في الفوثاركية القديمة. على سبيل المثال تم دمج الحروف الساكنة المهموسة[ ؟ ] والمجهورة في الكتابة، وكذلك مع العديد من أحرف العلة، في حين تزايد عدد حروف العلة في اللغة المحكية. ومنذ حوالي عام 1100م تم تلافي هذا العيب في رونية العصور الوسطى، التي زادت مرة أخرى من عدد الأحرف المختلفة بها لتتوافق مع عدد الأصوات في اللغة.
بعض النقوش الرونية المتأخرة وجدت على أحجار تعرف بالأحجار الرونية، والتي غالباً ما تحتوي على نقوش مكتوبة بشكل مهيب عن ناس ماتوا أو قدموا أعمالاً عظيمة. وقد افترض لفترة طويلة أن هذا النوع من الكتابة المهيبة كانت الاستخدام الرئيسي للرونية، والتي ارتبط استخدامها بفئة معينة من مجتمع نحاتي الرونية.
في منتصف خمسينات القرن العشرين عثر على حوالي 600 نقشاً عرفت باسم نقوش بريجن Bryggen. وقد نقشت هذه الأحرف على الخشب والعظم، غالباً في شكل عصي من مختلف الأحجام، وحوت نقوشاً من الحياة اليومية بدءاً من علامات الأسماء، وصلوات (غالباً باللاتينية)، رسائل شخصية، ورسائل تجارية وعبارات مودة إلى عبارات فاجرة ذات طبيعة مبتذلة. وبعد هذا البحث فمن الشائع في الوقت الحاضر أن الرونية كانت نظام كتابة منتشراً على نطاق واسع في ذلك الوقت.
وفي أواخر العصور الوسطى كانت الرونية تستخدم أيضاً في كتابة التقاويم (التي تسمى أحياناً فريق عمل الرونية، أو التقويم الإسكندنافي) للسويد وإستونيا. والمعالم التي تحمل النقوش الرونية والتي وجدت في أمريكا الشمالية ما زال مشكوك في صحتها، على أية حال فإن تاريخ معظمها يرجع إلى العصر الحديث.

### الأبجدية الرونية والتراث الإيدي
عرفت الأبجدية الرونية في الميثولوجيا الإسكندنافية بأن لها أصل إلهي (النوردية القديمة: reginkunnr)، ونجد ذلك على الحجر الروني نولبي Noleby (حوالي 600 ميلادية) حيث نقشت عليه هذه العبارة: "Runo fahi raginakundo" وتعنى «إنني أقوم بتحضير رونية إلهية مناسبة...»، وبشهادة من القرن 9 ميلادية على الحجر الروني سبارلوزا Sparlösa نصها: " Ok rað runaR þaR rægi[n]kundu" تعني: «وتفسر الرونية ذات الأصل الإلهي».
لكن الأكثر وضوحاً هو القصيدة الشعرية الإيدية هافامال Hávamál، البيت 80، وصفت فيه الأحرف الرونية بأنها إلهية الأصل:
| Þat er þá reynt, er þú að rúnum spyrr inum reginkunnum, þeim er gerðu ginnregin ok fáði fimbulþulr, þá hefir hann bazt, ef hann þegir. | وحينئذ يتأكد لك، عندما تستشير الرونية، ذات الأصل الإلهي، تلك التي صنعها الآلهة، وشكلها كبير الآلهة بحكمته وعظمته، أنه من الأفضل له لو بقي صامتاً. |  |

ويتضح من تلك القصيدة أن منشئ الرونية هو كبير الآلهة أودن. والبيت 138 يصف كيف تلقى أودن الرونية من خلال التضحية بالنفس:
| Veit ek at ek hekk vindga meiði a netr allar nío, geiri vndaþr ok gefinn Oðni, sialfr sialfom mer, a þeim meiþi, er mangi veit, hvers hann af rótom renn. | أعلم أني معلق على شجرة في مهب الريح، تسع ليال طويلة، مصاب بحربة، مهدى إلى أودن، مهدى من نفسي إلى نفسي، على تلك الشجرة التي لا يعرف إنسان إلى أين تتشعب جذورها. |

وفي البيت 139 يواصل أودن:
| Við hleifi mik seldo ne viþ hornigi, nysta ek niþr, nam ek vp rvnar, opandi nam, fell ek aptr þaðan. | الخبز لم يعطوني ولا شربة من قربة ماء، معلقاً إلى أسفل، آخذاً الرونية، أخذتها بصراخ، ثم سقطت من هناك. |

تم تفسير هذا المقطع على أنه تمثيل أسطوري للطقوس الشامانية الأولى والتي فيها يجب أن يخضع المبتدئ لمعاناة جسدية من أجل الحصول على الحكمة الصوفية.
وفي القصيدة الإيدية ريجسثولا Rígsþula يعزى منشئاً آخراً لظهور الرونية. القصيدة تحكي أن ريج الذي يعرف في المقدمة على أنه هايمدال Heimdall قد أنجب ثلاثة أبناء: ثرول (عبد)، تشورل (رجل حر) ويارل (نبيل)) من نساء بشريات، وأصبح هؤلاء الأبناء أسلافاً لثلاث فئات من الرجال. وعندما بلغ يارل السن الذي بدأ فيه التعامل مع الأسلحة وبدت عليه إمارات النبالة عاد ريج وعلمه الرونية.
وعام 1555م سجّل المطران السويدي المنفى أوليوس ماغنوس أن رجلا يدعى كيتيل رونسكي Kettil Runske سرق ثلاثة أحرفاً رونية من أودن وتعلم الرونية وسحرها.

## تنويعات المخطوطات

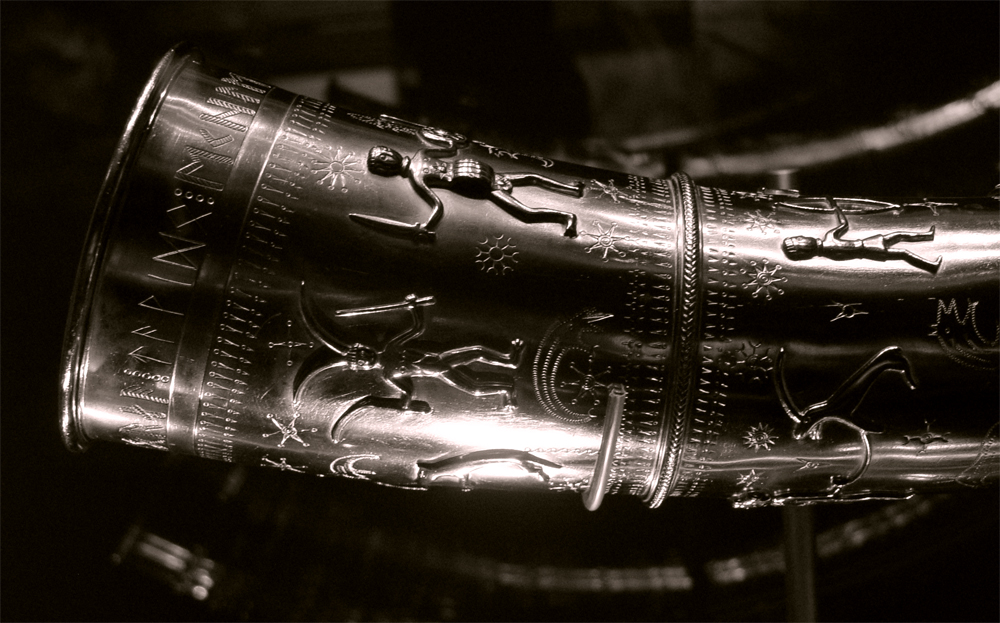
تفصيلة من كتابة فوثاركية قديمة على واحد من الأبواق الذهبية من جاليهوس، الدانمارك، القرن الخامس الميلادي

### الفوثاركية القديمة (من القرن الثاني إلى القرن الثامن الميلادي)
تكونت الفوثاركية القديمة التي كانت تستخدم في كتابة اللغة النوردية المبدأية Proto- Norse من 24 حرفاً رونياً، تم ترتيبهم في كثير من الأحيان في ثلاث مجموعات من ثمانية أحرف. وأول القوائم ذات المجموعات الثلاث ترجع إلى حوالي 400م، وعثر عليها منقوشة على حجر كيلفر في جوتلاند، السويد.
وكل حرف من هذه الحروف كان له اسماً، تم اختياره ليمثل صوت الحرف الروني نفسه، وهذه الأسماء لا تشير للحروف الفوثاركية القديمة نفسها، ومن ثم فقد تم تقديم أسماء أخرى في اللغة الجرمانية المبدأية استناداً إلى أسماء معينة مأخوذة من القصائد الرونية أو أسماء لها علاقة بالأبجدية القوطية.

### الرونية الأنجلو فريزية (من القرن الخامس إلى القرن الحادي عشر الميلادي)

الفوثاركية الأنجلو ساكسونية

الفوثوركية هي أبجدية موسعة تتألف من 29 حرفاً، وربما وصلت في وقت لاحق إلى 33 حرفاً. وربما بدأ استخدامها ابتداءً من القرن 5م فصاعداً. على أن هناك نظريات كثيرة فيما يتعلق بأصول الفوثوركية الأنجلوساكسونية. فقد رجحت نظرية أن الفوثوركية تطورت في فريزيا ثم انتشرت في وقت لاحق في إنجلترا. بينما ذهبت نظرية أخرى إلى أن الرونية تم إدخالها إلى إنجلترا على يد الإسكندنافيين حيث تم تعديلها وتصديرها إلى فريزيا. وكلا النظريتين تحمل في طياتها نقاط ضعف وتنتظر الجواب النهائي المرجح من الأدلة الأثرية. وقد وجدت النقوش الفوثوركية على سكين ثيمز scramasax، لوائح فيينا، مكتبة قوطون، أوثون بي إكس Cotton Otho B.x، القصيدة الرونية الأنجلوساكسونية، وعلى صليب روثويل Ruthwell.

### الرونية الماكرومانية (من القرن الثامن إلى القرن التاسع الميلادي)

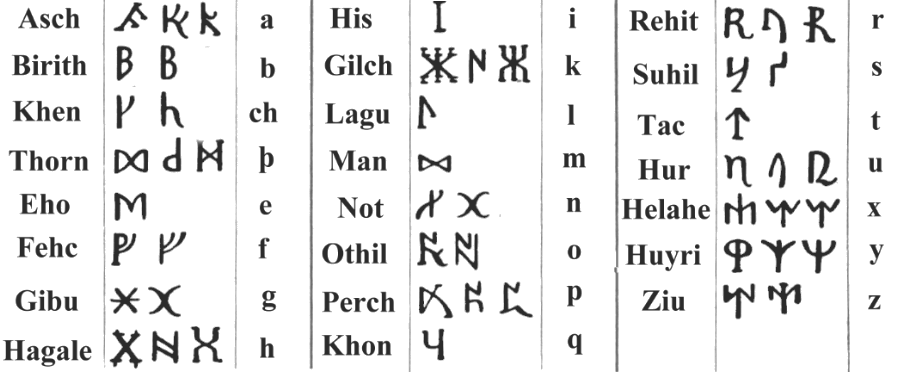
الرونية الماكرونية

في أطروحة للراهب الألماني هرابوناس موروس Hrabanus Maurus تسمى «اختراع الحروف De Inventione Litterarum»، والتي وجدت في مخطوطات من القرن الثامن أو التاسع ميلادية ويرجع معظمها إلى الجزء الجنوبي من الإمبراطورية الكارولنجية (ألامانيا، بافاريا)، يقول فيها أنه تم الكتابة بخليط غريب من الفوثاركية القديمة مع الفوثاركية الأنجلوساكسونية. كما وجد نصاً مخطوطاً ينسب إلى الماركومانيين، وبالتالي فإنها تسمى تقليداً الرونية الماكرومانية، على أن ذلك لا يعني أن لها أية اتصال مع الماركومانيين، لكنها كانت محاولة من العلماء الكارولنجيين لتمثيل جميع الحروف اللاتينية بما يعادلها من الحروف الرونية.
وقد ناقش الكاتب الألماني فيلهلم جريم Wilhelm Grimm هذه الأحرف الرونية عام 1820م في كتابه عن الرونية الألمانية Ueber deutsche Runen، الفصل 18، ص 149-159.

### الفوثاركية الحديثة (من القرن التاسع إلى القرن الحادي عشر الميلادي)

الفوثاركية الحديثة، الرونية طويلة الفرع والغصين القصير

حجر سيجورد من القرن الحادي عشر الميلادي، يصف أسطورة البطل النوردي سيجورد ويحوي في نفس الوقت نقوش رونية

الفوثاركية الحديثة، ويطلق عليها أيضاً الفوثاركية الإسكندنافية هي شكل مخفض من الفوثاركية القديمة، وتتألف من 16 حرفاً فقط. هذا التخفيض له علاقة بالتغيرات الصوتية عندما تطورت اللغة النوردية المبدأية Proto- Norse من اللغة الإسكندنافية القديمة، والتي نجدها في المستوطنات الإسكندنافية ومستوطنات الفايكنج خارج البلاد، وربما بدأ استخدامها منذ القرن 9م. وتنقسم الفوثاركية الحديثة إلى رونية طويلة الفرع (الدانماركية)، ورونية قصيرة الغصين (السويدية والنرويجية). ولطالما كان الفرق بين النسختين موضع جدال، على أن الرأي العام استقر على أن الفرق يكمن في طريقة الاستخدام؛ فعلى سبيل المثال استخدمت الرونية طويلة الفرع للتوثيق على الحجر، في حين أن الرونية قصيرة الفرع كانت قيد الاستخدام اليومي للرسائل الخاصة أو الرسائل الرسمية على الخشب.

### رونية العصور الوسطى (من القرن الثاني عشر إلى القرن الخامس عشر الميلادي)

رونية العصور الوسطى

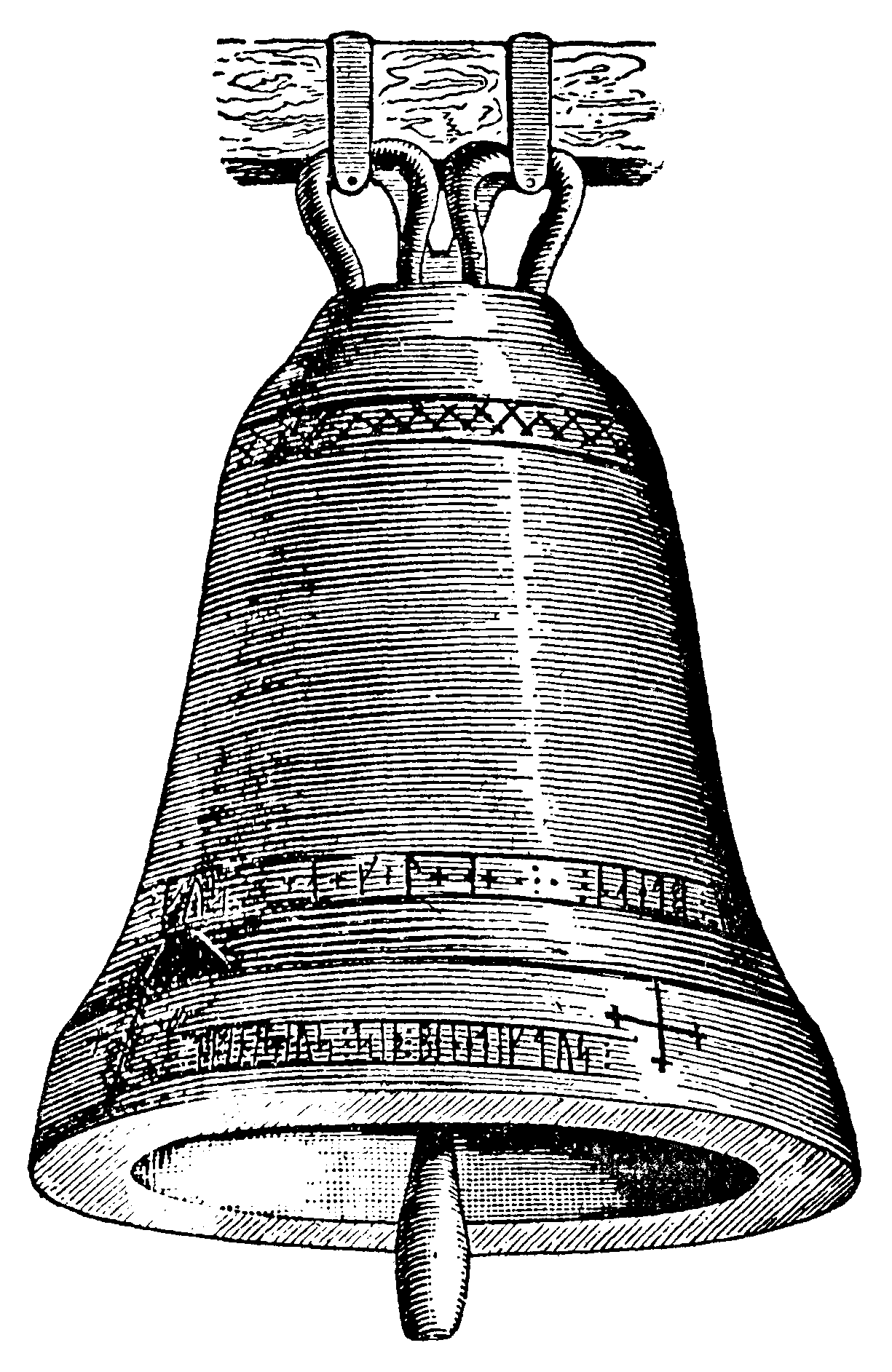
رسم توضيحي لجرس كنيسة من جوتلاند الغربية، السويد، يحوي نقش روني، 1228م

في العصور الوسطى تم توسيع الفوثاركية الحديثة في الدول الإسكندنافية بحيث حوت مرة أخرى حرفاً واحداً لكل صوت من أصوات اللغة الإسكندنافية القديمة، فقد تم إدخال تنويعات منقوطة للحروف المهموسة[ ؟ ] voiceless للدلالة على الحروف الساكنة المجهورة voiced المقابلة لها، أو العكس بالعكس، تنويعات مهموسة لما يقابلها من الحروف المجهورة. وهكذا ظهرت حروف رونية جديدة عديدة تعبر عن أصوات حروف العلة. وقد أظهرت بعض النقوش الرونية الإسكندنافية من القرون الوسطى عدداً كبيراً من التنويعات الرونية هذه، كما أظهرت بعض الحروف مثل S، C، Z، والتي كانت تستخدم بالتبادل.
وقد ظلت رونية العصور الوسطى قيد الاستخدام حتى القرن 15م. ومن مجموع عدد النقوش الرونية النرويجية الباقية حتى اليوم نجد أن معظمها كتب برونية القرون الوسطى. والجدير بالذكر أن أكثر من 600 نقش روني من هذا النوع قد تم اكتشافه في بيرغن منذ 1950، ومعظمه عصي خشبية (أو ما يسمى بالنقوش البرجينية) وهذا يدل على أن الرونية كانت شائعة الاستخدام جنباً إلى جنب مع الأبجدية اللاتينية لعدة قرون. وفي الواقع فإن بعض النقوش رونية القرون الوسطى كتبت أيضاً باللغة اللاتينية.

### الرونية الديليكارليانية (من القرن السادس عشر إلى القرن التاسع عشر الميلادي)

الرونية الديليكارليانية

وفقا لكارل غوستاف فيرنر Carl-Gustav Werner تم تطوير مزيج من الأحرف الرونية والأحرف اللاتينية (في مقاطعة منعزلة بدالارنا معزولة بالسويد. فيرنر 2004، ص 7) وقد بدأت الرونية الديليكارليانية تخرج إلى حيز الاستخدام في مطلع القرن 16م، وظلت تستخدم في بعض المناحي حتى القرن 20م. وقد دار بعض النقاش حول ما إذا كان استخدامها تقليداً موروثاً طوال هذه الفترة أم أن الناس في القرون 19م و20م قد تعلموا الرونية من الكتب التي كتبت حول هذا الموضوع. على أية حال قد تم اختراع شكل الحروف أساساً للتمكن من كتابة اللغة الإلفداليانية السويدية Elfdalian.

## الدراسات الأكاديمية
بدأت الدراسة الحديثة للرونية في عصر النهضة على يد عالم الآثار السويدي يوهان بوريوس (1568م-1652م) Johannes Bureus. وقد رأى بوريوس الرونية على أنها أبجدية سحرية أو مقدسة من منظور مذهب الكابالا.
واستمرت دراسة الرونية على يد العالم والكاتب السويدي أولوف رودبيك الأكبر (1630م-1702م) Olof Rudbeck Sr، وقدمها في مجموعته «أتلانتيكا». ثم بعد ذلك قام عالم الرياضيات السويدي أندرس سلزيوس (1701م-1744م) بتوسيع علم الرونولوجيا، وسافر في جميع أنحاء السويد كي يدرس الأحجار الرونية. ومنذ «العصر الذهبي لعلم فقه اللغة» في القرن 19م، مثّل علم الرونولوجي فرعاً متخصصاً من اللغات الجرمانية.

## آثار النقوش الرونية

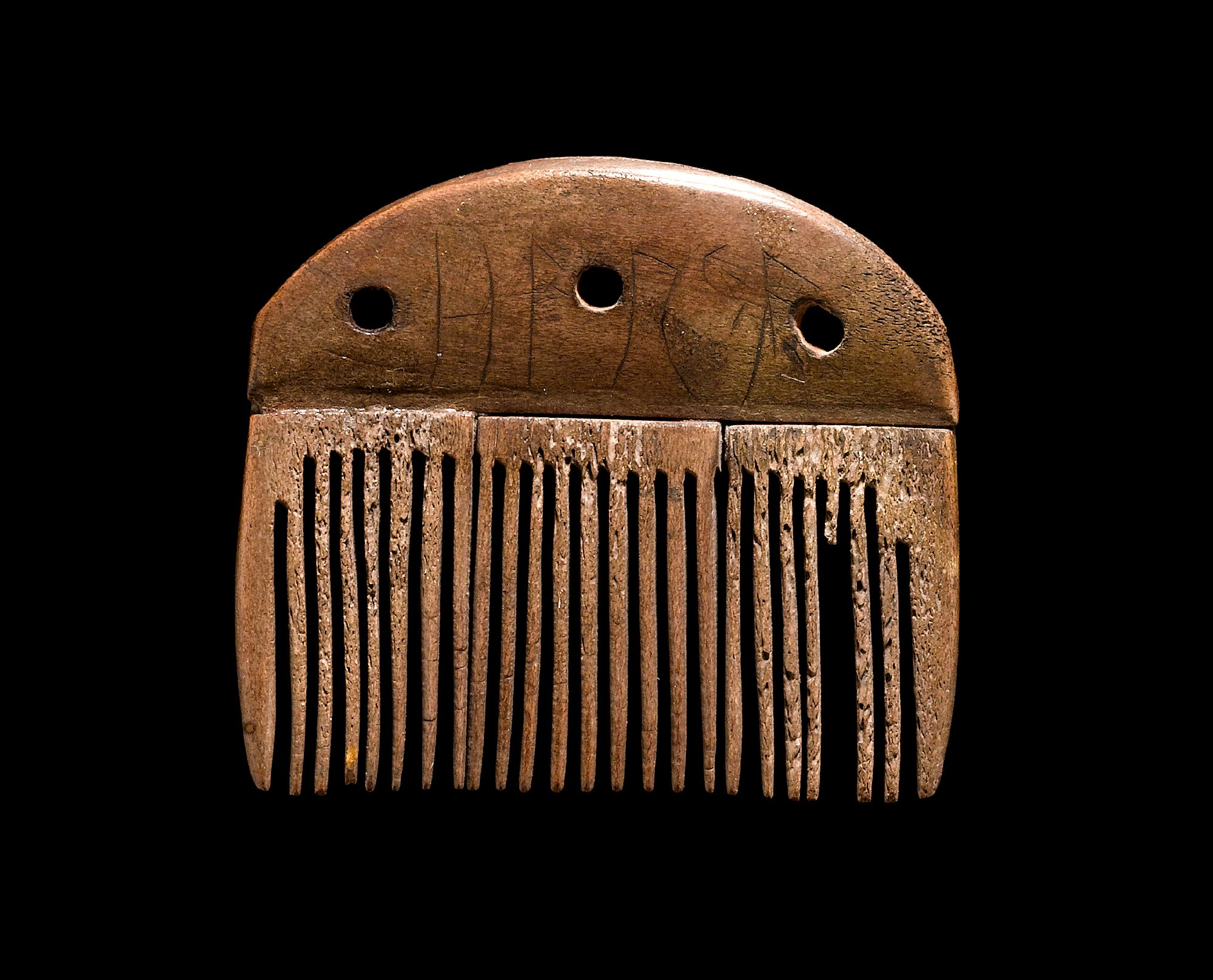
مشط فيمبوس، من جزيرة فونين، الدانمارك، تصور أولى النقوش الرونية المعروفة من 150م: 200م، وتقرأ «هارجا»، وتعنى اسم رجل

أكبر مجموعة من النصوص الرونية التي ظلت على قيد الحياة هي مجموعة الأحجار الرونية من عصر الفايكينج والتي وجد معظمها في السويد، كما وجدت مجموعة كبيرة أخرى من الأحرف الرونية من القرون الوسطى والتي عثر عليها منقوشة على الأشياء الصغيرة مثل العصي الخشبية. على أن أكبر تجمع من النقوش والكتابات الرونية وجدت في برغن بالنرويج، وتبلغ في مجموعها حوالي 650 نقشاً. وبلغ عدد النقوش الفوثاركية القديمة حوالي 350 نقشاً، 260 منها من الدول الإسكندنافية، نصفها تقريباً منقوشاً على ميداليات. أما الآثار الفوثوركية الأنجلو ساكسونية فبلغت حوالي 100 أثراً.

## الاستخدام المعاصر
استخدمت الأبجدية الرونية في العديد من الأوجه منذ إحياء ثقافة الفايكينج في القرن 18م، وفي القومية الرومانسية الإسكندنافية في السحر والتنجيم الجرماني والقوطي السويدي Gothicismus في القرن 19م، وفي أنواع فنون وأدب الخيال، والوثنية الجديدة الجرمانية في القرن العشرين.

### السحر والتنجيم
كان المنجم والمؤلف النمساوي جويدو فون ليست Guido von List رائد الأريوسية Ariosophy وأحد أهم الشخصيات في التعاليم الباطنية الأريوسية في ألمانيا والنمسا في أواخر القرن 19م وأوائل القرن 20م. وفي عام 1908م نشر كتاب "سر الأحرف الرونية" وهو عبارة عن مجموعة من 18 حرفاً أطلق عليها "الرونية الأرمانينية، استناداً إلى الفوثاركية الحديثة ورونية من تقديم المؤلف، والتي بزعمه تكشفت له عندما عانى من حالة عمى مؤقت بعد عملية أجراها في عينيه عام 1902م. كما عُرف صف آخر من الرونية المعاصرة أطلق عليها الأوثاركية من خلال عمل الباحث والمنجم السويدي توماس كارلسون Thomas Karlsson، مؤسس جماعة "دراجون روج" للسحر، والذي يشير إليها بوصفها الجانب الليلي "من الأحرف الرونية ". وقد كان ذلك الصف الروني الجديد على أية حال موضوعاً لدراسة سابقة أعدها عالم فقه اللغات السلافية السويدي سيجورد أجريل Sigurd Agrell.

### ألمانيا النازية

منذ عام 1933م، شعار وحدة شوتزشتافل، وتظهر علامتي سيج الرونية

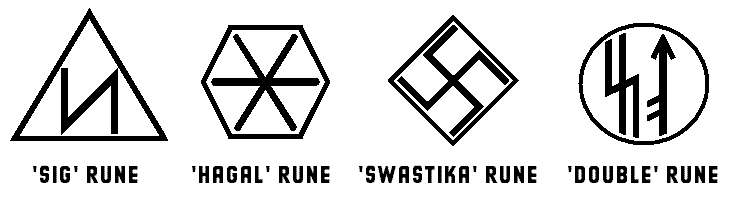
هذه الأحرف الرونية كانت جزءاً من خاتم شوتزشتافل الذي كان يرتديه أعضاء الوحدة

استخدمت الأحرف الرونية في الرمزية النازية من قبل الجماعات النازية والنازيين الجدد الذين آلوا على أنفسهم الارتباط بالتقاليد الجرمانية خاصة الرونية السيجية، والإهوازية،
والأودالية، والألجيزية.
ولطالما افتتن النازيون بالرونية أيما افتتان، ويمكننا تتبع هذا الافتتان حتى نصل إلى جويدو فون ليست. ومع ذلك فإن طقم الحروف الرونية التي أضافها «ليست» تم رفضها في وقت لاحق من قبلهم وفضلوا عليها رونية ويليجوت التي اخترعها عالم الأبجدية الرونية كارل ماريا ويليجوت Karl Maria Wiligut.
ففي السياقات النازية أطلق على حرف (إس الروني) «سيج» (وفقاً لليست، وربما على غرار الحرف الفوثاركي الأنجلوساكسوني «سيجل»). والحرف الروني «وولف سانجل» رغم أنه لا يعد تاريخياً حرفاً رونياً إلا أنه اتخذ شكل جيبور الذي اخترعه ليست، على أية حال فإن الشكل الروني الأرماناني جيبور الذي تضمنته مجموعة «ليست» يختلف كثيراً عن النموذج المستخدم حالياً. وليس معروفاً بالضبط من الذي غير شكل حرف جيبور فما زال ذلك في محل مناقشة، لكنه ظهر في شكله الجديد في أوائل 1930م، ومع ذلك إذا درسنا وثائق «فون ليست» الأصلية فإننا نجد تصميماً مختلفاً نوعاً ما، تصميماً يشبه قليلاً حرف الولف سانجل.
وقد حفرت عدة أحرف رونية على خاتم شوتزشتافل، علامتي 'سيج' الرونية كل واحدة داخل مثلث، وعلامة هاجال الرونية داخل مسدس، وعلامة سواستيكا 'الصليب المعقوف' داخل مربع، وواحدة دوبل 'ضعف' داخل دائرة.

### ج. ر. ر. تولكين والرواية المعاصرة
استخدم الروائي ج. ر. ر. تولكين الرونية الأنجلو ساكسونية على خريطة ليؤكد صلتها بالأقزام وذلك في روايته «الهوبيت» (1937م)، كما إستخدمها أيضاً في المسودات المبدأية لسلسلة كتبه سيد الخواتم، لكنه استعاض عنها في وقت لاحق بالأبجدية الكرثية التي اخترعها بوحي من الرونية.
وبعد تولكين، انتشر استخدام الرونية الحقيقية والمختلقة في الثقافة الشعبية الحديثة، لا سيما في أدب الخيال، وألعاب الفيديو، وأشكال أخرى من وسائل الإعلام المختلفة. على سبيل المثال، كانت هيرمايني جرينجر تدرس الرونية القديمة في سلسلة هاري بوتر الشهيرة للكاتبة البريطانية ج. ك. رولينج. بالإضافة إلى ذلك كانت الرونية هي اللغة المكتوبة للمخلوقات الفضائية أسكارد في مسلسل الخيال العلمي التليفزيوني ستار جيت إس جي 1.
كما تأثر فريق الروك أند رول لد زبلين بسلسلة كتب تولكين «سيد الخواتم»، وتبنوا النسخة الإنجليزية من الخط الروني في كتابة اسم الفرقة.

### الوثنية الجديدة والعصر الجديد

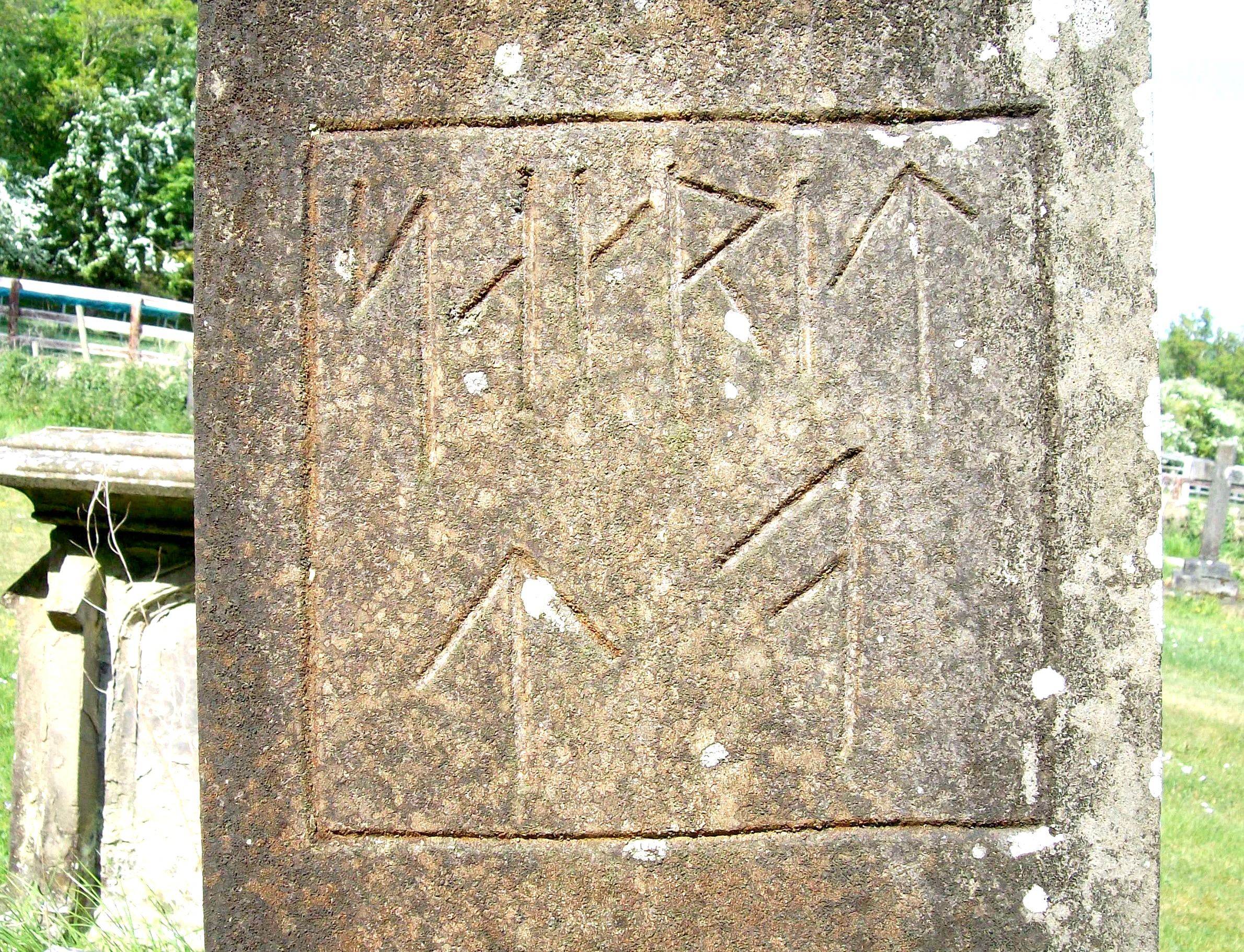
نقش روني على شاهد قبر عام 1886م، باركيند، إنجلترا.

كما تتنوع أشكال ومصادر الوثنية الجديدة كذلك أيضاً يتنوع استخدام الأحرف الرونية بشكل كبير. وكما هو الحال مع الجرمانية الوثنية بشكل عام فقد كانت الرونية عنصراً رئيسياً في هذه الوثنية الجديدة، وقد استخدمت في أغراض عدة وبأشكال متنوعة في مذهب تعدد الآلهة الجديد على حسب نمط المذهب. وقد تتضمن بعض هذه المذاهب والمجموعات اختراعات حديثة مثل استخدام الرونية كأوضاع باعتبارها شكلاً من أشكال الجمباز الروني في حين أن الأتباع الأكثر أكاديمية داخل الوثنية الجديدة الجرمانية يتجنبوا أي استخدام للرونية خارج الكتابة والسحر.
وأتباع العصر الجديد ومذهب الويكا قد يستخدمون في بعض الأحيان الأحرف الرونية في ظل ظروف عدة مثل قراءة البخت، أو فتح الكوتشينة وغيرها.

### الكتابة الطباعية والترميز

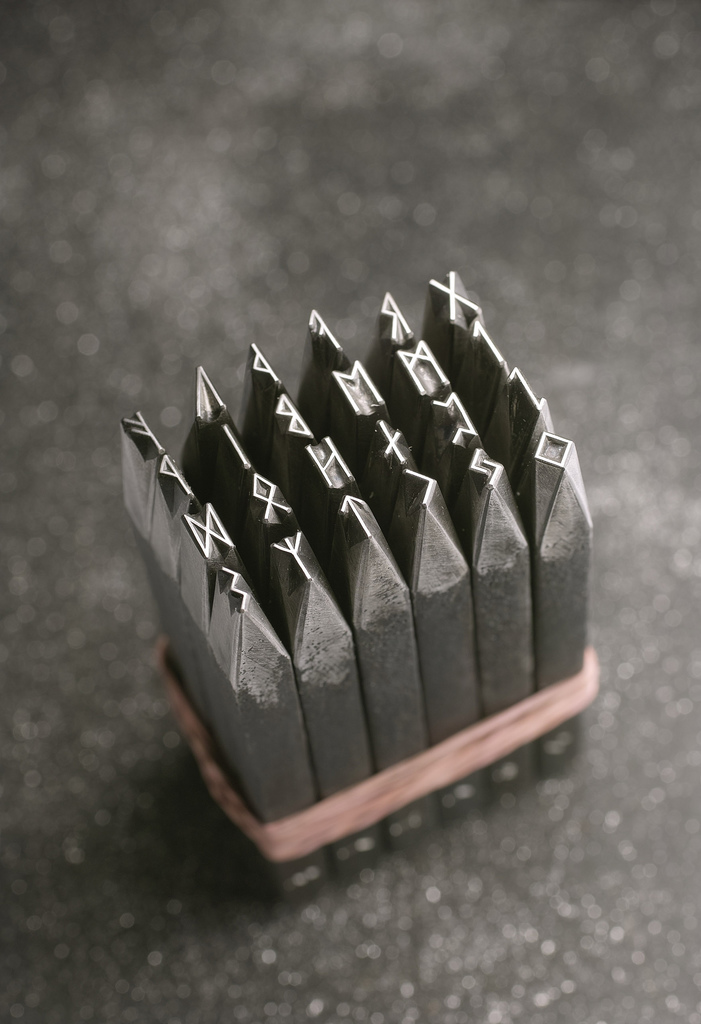
أختام حديد رونية، فوثاركية قديمة

تم تعيين يونيكود للأبجدية الرونية، وتهدف هذه الكتلة إلى ترميز جميع أشكال الحروف الرونية. ويتم ترميز كل حرف مرة واحدة فقط، بغض النظر عن عدد الحروف الهجائية التي يحدث فيها. وتحوي الكتلة 81 رمزاً: 75 حرفاً رونياً (16A0 - 16EA)، وثلاث علامات ترقيم.